# 赖因霍尔德·特兰普勒
赖因霍尔德·特兰普勒（德語：Reinhold Trampler，1877年7月26日—1964年12月21日），奥地利男子击剑运动员。他曾代表奥地利参加1912年夏季奥林匹克运动会击剑比赛，获得男子团体佩剑银牌。